# Interpretatieve sociologie
De interpretatieve sociologie is een stroming binnen de sociologie. Volgens sociologen die deze stroming aanhangen is het onderzoeksobject van de sociologie en de andere menswetenschappen – de mens – fundamenteel verschillend van onderzoeksobjecten in de natuurwetenschappen. De term interpretivisme staat in de sociologie tegenover positivisme. De positivistische, sociologische school neemt juist een voorbeeld aan de natuurwetenschappelijke benadering voor menswetenschappelijk onderzoek. 
De interpretatieve en de positivistische sociologie zijn twee verschillende, zogeheten epistemologische stromingen binnen de sociologie.